# Martin Gottfried Weiss

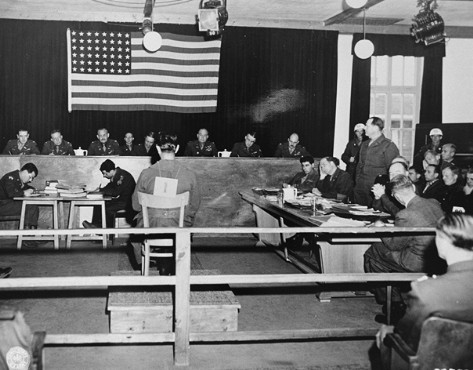
Martin Weiss podczas procesu załogi Dachau

Martin Gottfried Weiss (ur. 3 czerwca 1905 w Weiden in der Oberpfalz, zm. 29 maja 1946 w Landsberg am Lech) – niemiecki zbrodniarz wojenny, SS-Obersturmbannführer, komendant obozów koncentracyjnych Neuengamme, Majdanek i Dachau.

## Życiorys
Podczas II wojny światowej pełnił funkcję komendanta obozów, kolejno: Neuengamme (lipiec 1940 – sierpień 1942), Dachau (sierpień 1942 – listopad 1943) i Majdanek (listopad 1943 – kwiecień 1944), pod koniec wojny ponownie znalazł się w Dachau (został także inspektorem całego systemu okolicznych obozów). Weiss uchodzi za kontrowersyjną postać. W Dachau przykładowo uważany był przez więźniów za jednego z najbardziej ludzkich komendantów, gdyż za jego kadencji nastąpiła znaczna poprawa warunków bytowych w obozie. Zabroniono bicia, skrócono czas apeli oraz zezwolono na dostarczanie więźniom większych paczek od rodzin i organizacji humanitarnych. Celem Weissa było, zgodnie z poleceniem Oswalda Pohla (szefa WVHA, które zajmowało się administracją obozów koncentracyjnych), uzyskanie jak najwyższych ekonomicznie zysków z pracy więźniów.
Natomiast w Majdanku jego rządy (jako czwartego z kolei komendanta obozu) nie odbiegały zbytnio od zbrodniczych rządów innych komendantów obozów koncentracyjnych. Wzrosła liczba dokonywanych egzekucji i nadal funkcjonowały komory gazowe. Weiss był także współodpowiedzialny za śmierć kilku tysięcy ciężko chorych więźniów, skierowanych do Majdanka między grudniem 1943 a styczniem 1944 roku z obozów z obszaru III Rzeszy. Umieszczono ich w prymitywnych barakach, bez pożywienia i instalacji sanitarnych. Rezultatem była śmierć niemal wszystkich więźniów. Ponadto podczas częściowej ewakuacji Majdanka w kwietniu 1944 zginęło wielu więźniów, za co również odpowiedzialność ponosił Weiss.
Po odwołaniu z Majdanka był jeszcze ostatnim, legalnym komendantem Dachau. Pełnił także funkcję inspektora wszystkich miejscowych obozów. W kwietniu 1945 roku nie wykonał rozkazu Himmlera o zniszczeniu podległych mu obozów. Po wojnie był głównym oskarżonym w procesie załogi Dachau przed amerykańskim Trybunałem Wojskowym. Skazany na karę śmierci, został stracony przez powieszenie pod koniec maja 1946 roku.